# Eli Ndiaye
Eli John Ndiaye Faye (Guédiawaye, 26 giugno 2004) è un cestista senegalese con cittadinanza spagnola.

## Statistiche

### Eurolega
| Anno       | Squadra     | PG | PT | MP   | TC%  | 3P%  | TL%  | RP  | AP  | PRP | SP  | PP  |
| ---------- | ----------- | -- | -- | ---- | ---- | ---- | ---- | --- | --- | --- | --- | --- |
| 2021-2022  | Real Madrid | 4  | 0  | 3,6  | 100  | -    | -    | 0,2 | 0,2 | 0,2 | 0,0 | 1,0 |
| 2022-2023† | Real Madrid | 15 | 3  | 5,7  | 46,2 | 16,7 | 100  | 1,2 | 0,1 | 0,2 | 0,3 | 1,1 |
| 2023-2024  | Real Madrid | 23 | 13 | 11,2 | 45,5 | 32,0 | 66,7 | 2,3 | 0,5 | 0,4 | 0,2 | 2,9 |
| Carriera   | Carriera    | 42 | 16 | 8,5  | 47,1 | 29,0 | 75,0 | 1,7 | 0,3 | 0,3 | 0,2 | 2,1 |

## Palmarès
- Campionato spagnolo: 3

Real Madrid: 2021-2022, 2023-2024, 2024-2025
- Copa del Rey: 1

Real Madrid: 2024
- Supercoppa spagnola: 3

Real Madrid: 2021, 2022, 2023
- Eurolega: 1

Real Madrid: 2022-2023